# Скопье-2014

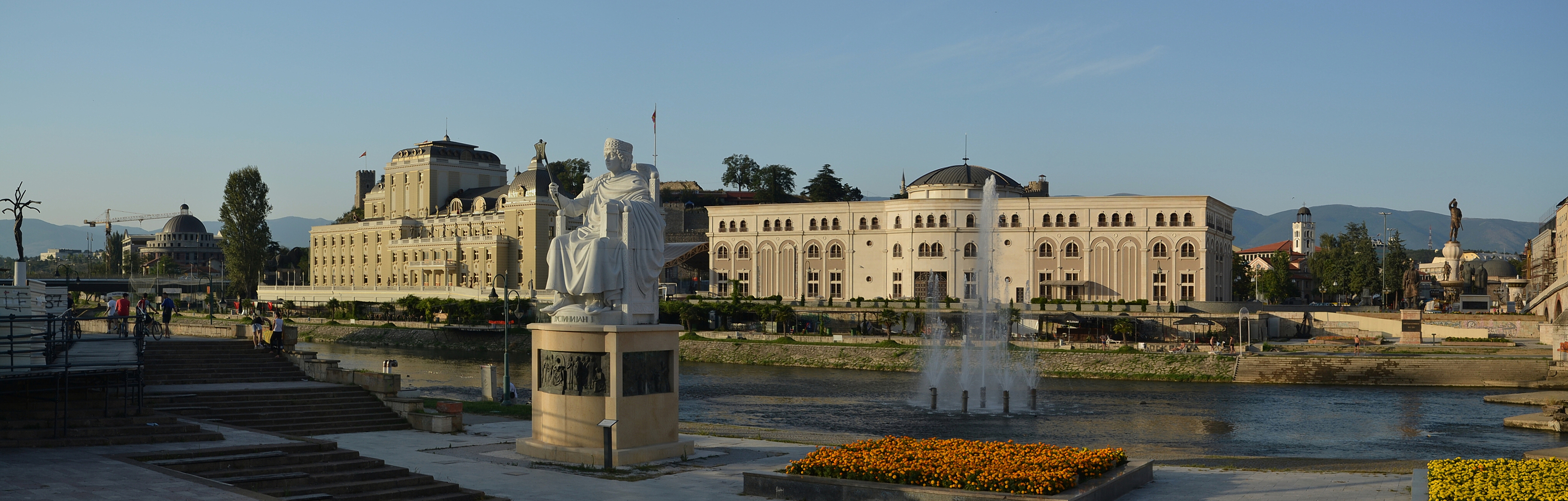
Панорама обновлённого центра вдоль реки Вардар

«Скопье-2014» (макед. Скопје 2014) — проект правительства бывшей югославской Республики Македония (ВМРО-ДПМНЕ) (ныне Северная Македония) по строительству памятников историческим личностям, фонтанов, скульптур, музеев и административных зданий в центре столицы Скопье. Он должен был существенно повысить туристическую привлекательность города. Против проекта «Скопье-2014» выступили ряд общественных объединений и политических партий.
Проект был представлен 4 февраля 2010 года. Завершить работы планировалось к 2014 году. Изначально проект был оценён в 80 млн евро. Всего согласно проекту предполагалось построить 20 зданий и более 40 памятников. Большую часть памятников предполагалось построить на площадях Македонии и Воина и в непосредственной близости от набережной реки Вардар. Строительство церкви Константина и Елены на время было заморожено.
Среди наиболее заметных сооружений, построенных в рамках проекта «Скопье-2014» — окружённый мраморным фонтаном со статуями львов 25-метровый памятник Воин на коне на площади Македония, окружённый фонтаном и статуями сподвижников 28-метровый памятник Филиппу II Македонскому на площади Воина, Триумфальная арка «Македония», новые пешеходные мосты Искусств и Цивилизаций через реку Вардар с многочисленными статуями святым (на одном) и светским (на другом) личностям, обновлённый «золотой» мост Гоце Делчева через реку Вардар, сегодняшние Национальный театр Северной Македонии, Национальная опера и балет Северной Македонии, Филармония Северной Македонии, несколько монументальных административных зданий и зданий музеев, три здания-ресторана в виде кораблей в реке Вардар, фонтаны в реке Вардар. Также в рамках проекта были сооружены памятники Методии Андонову-Ченто, царю Самуилу, Юстиниану I, Гоце Делчеву, Даме Груеву, «Гемиджиям», святым Кириллу и Мефодию, святым Клименту и Науму и множество других памятников и статуй у мостов, площадей, в парках, на зданиях. Также в рамках проекта в городе были пущены подобные лондонским двухэтажные маршрутные автобусы.

## Критика
Проект «Скопье-2014» часто подвергался критике. Так попытки посредством создания памятника материализовать исторические претензии на Александра Македонского, который не имел никакого отношения к территории сегодняшней Северной Македонии и её славяно-албанскому населению, вызвало протесты Греции, которая считает его частью своей истории, в силу чего памятник официально именуется Воин на коне. Кроме того, как показывают опросы, этот проект не одобряли более половины жителей самой Республики Македонии. Среди основных причин недовольства — огромные финансовые затраты в непростой для экономики страны  период. По разным оценкам на проект ушло от 200 до 500 млн евро. Подверглись критике и эстетическая сторона проекта. Так, северомакедонский архитектор Роберт Дандаров утверждал, что «Скопье, по правде говоря, превратился в энциклопедию „китча“».
Известный северомакедонский писатель и публицист Златко Теодосиевский именует сегодня (2019) проект Скопье - 2014 (политической) шизофренией. 

## Сегодня
После подписания Преспанского соглашения и в том что касается персоналий греческой истории, правительство Северной Македонии обязалось установить на памятниках таблички исключающие псевдоисторические претензии как то: "Памятник установлен в честь Александра Македонского, персоналии и героя античной греческой истории, как наследие всемирной истории". 
При этом проект Скопье-2014 в сегодняшней Северной Македонии рассматривается как китч с пседоисторическими целями. 

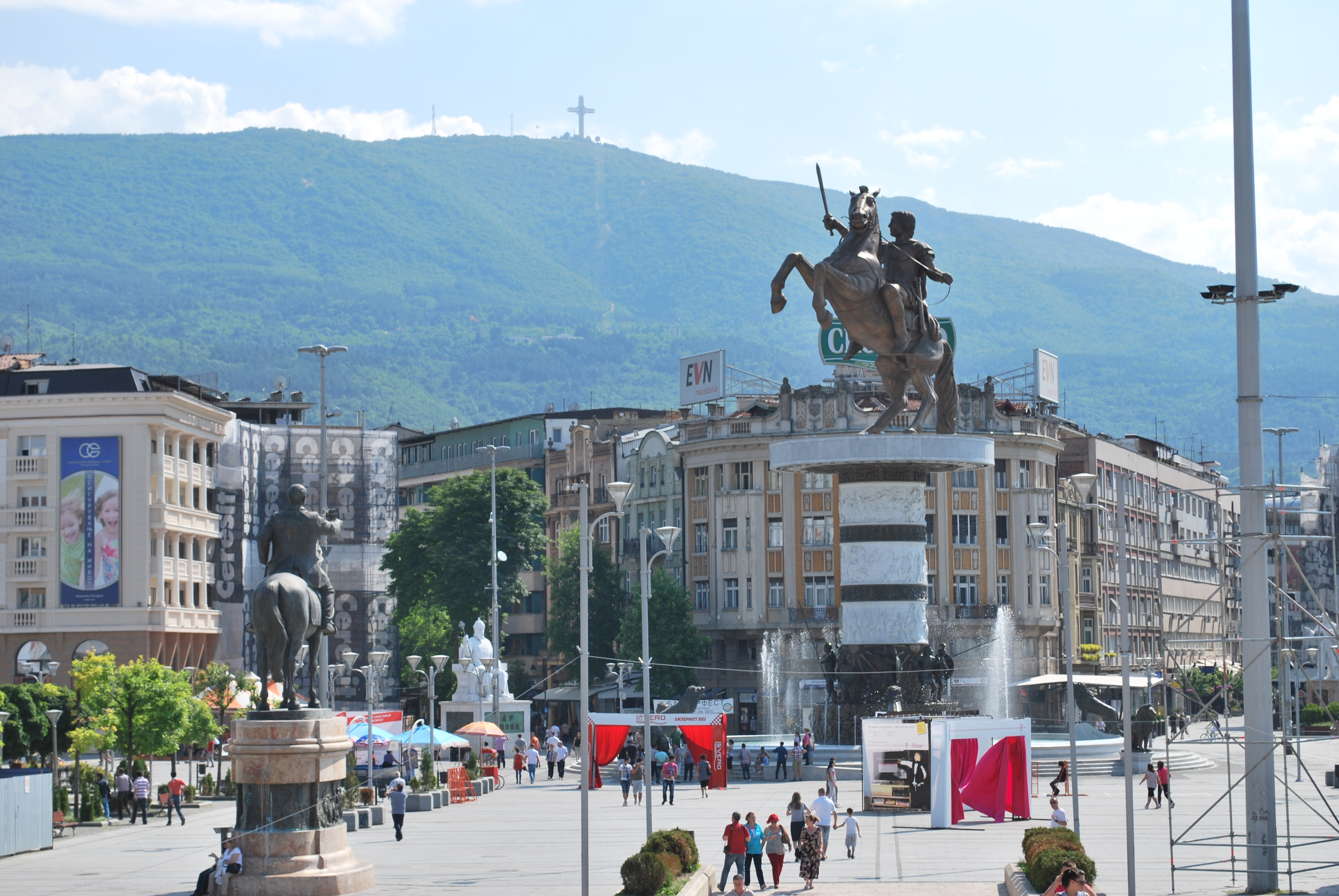
Площадь Македония с памятником Воин на коне
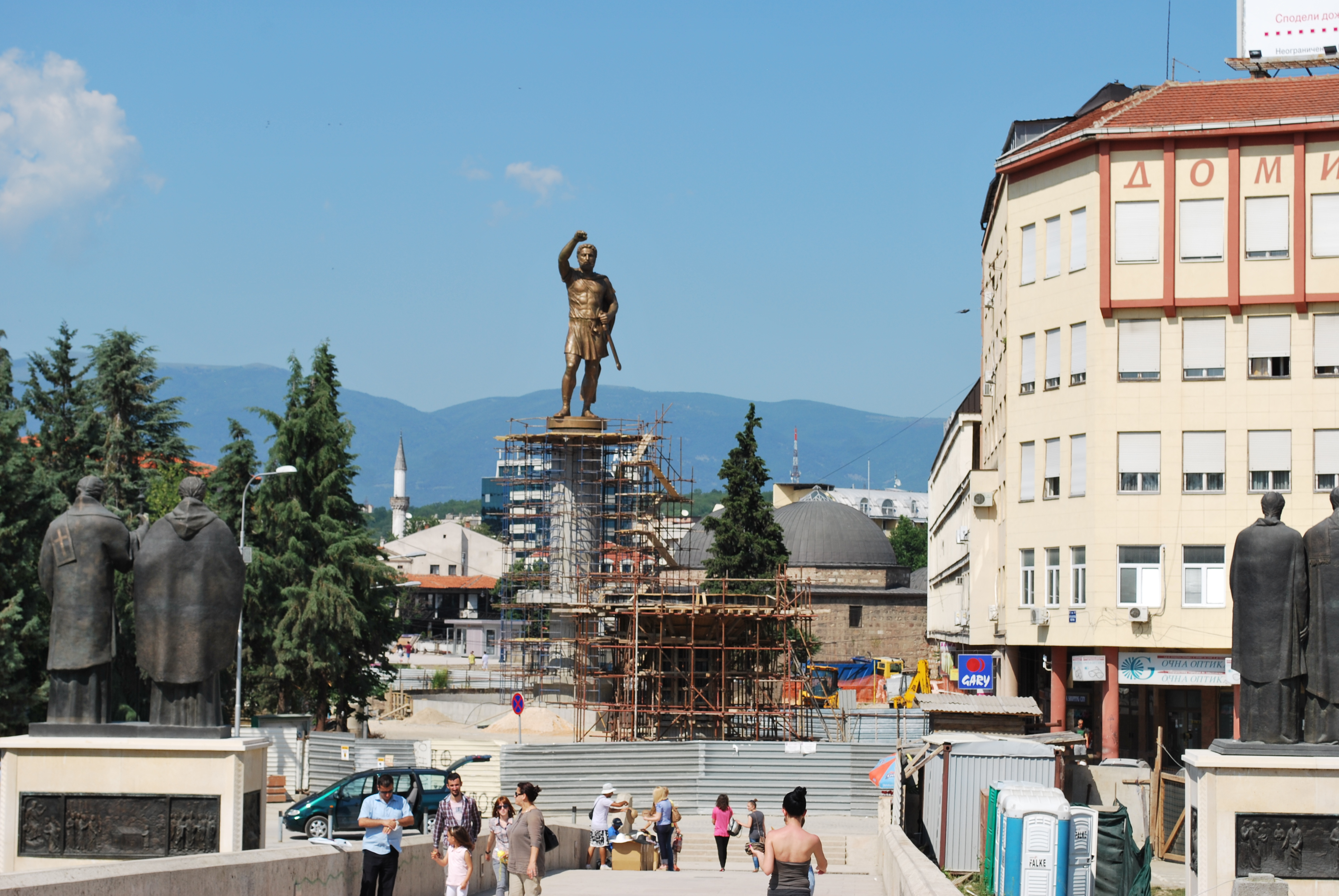
Площадь Воина с памятником Филиппу Македонскому
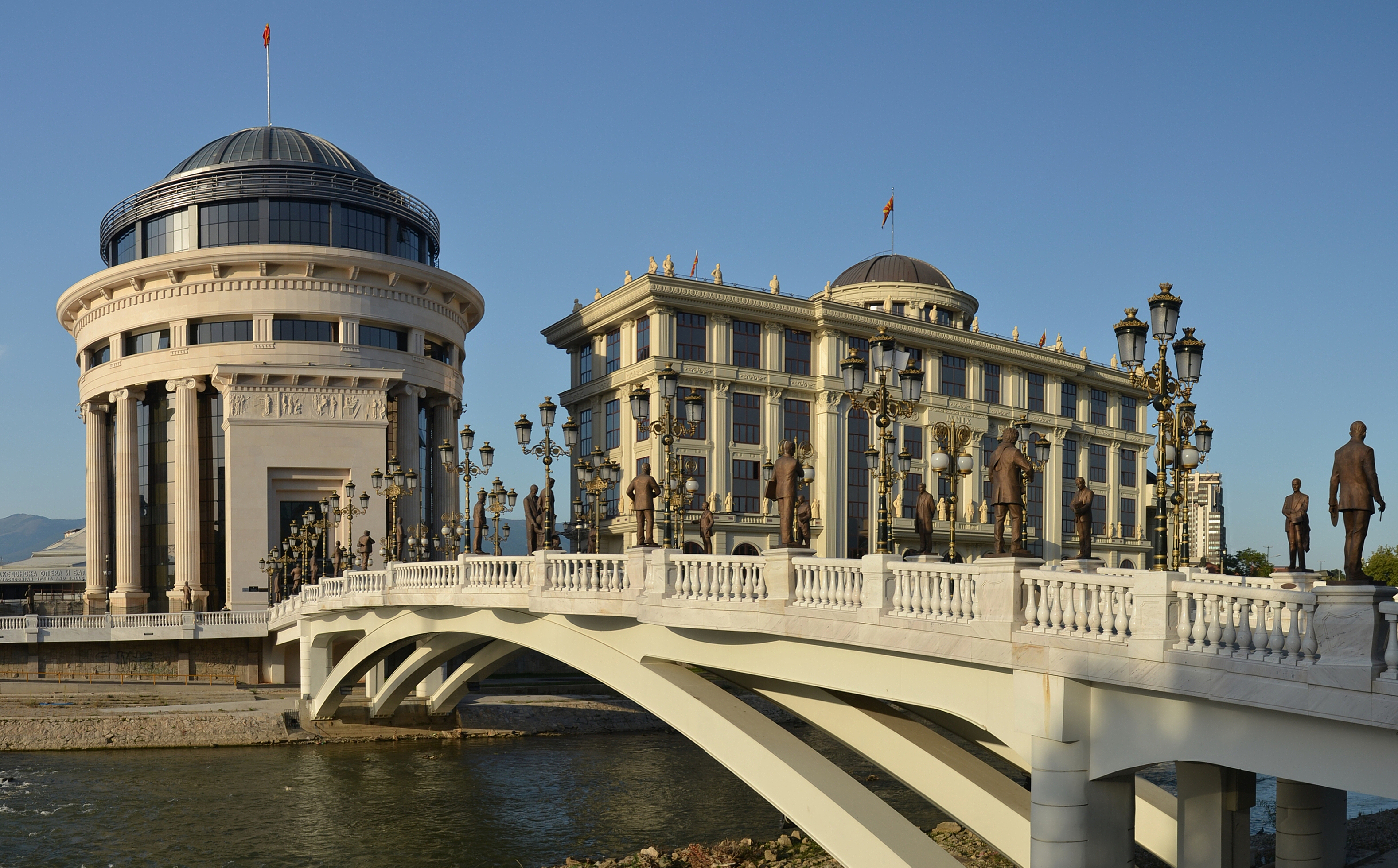
Мост Искусств и здание МИДа
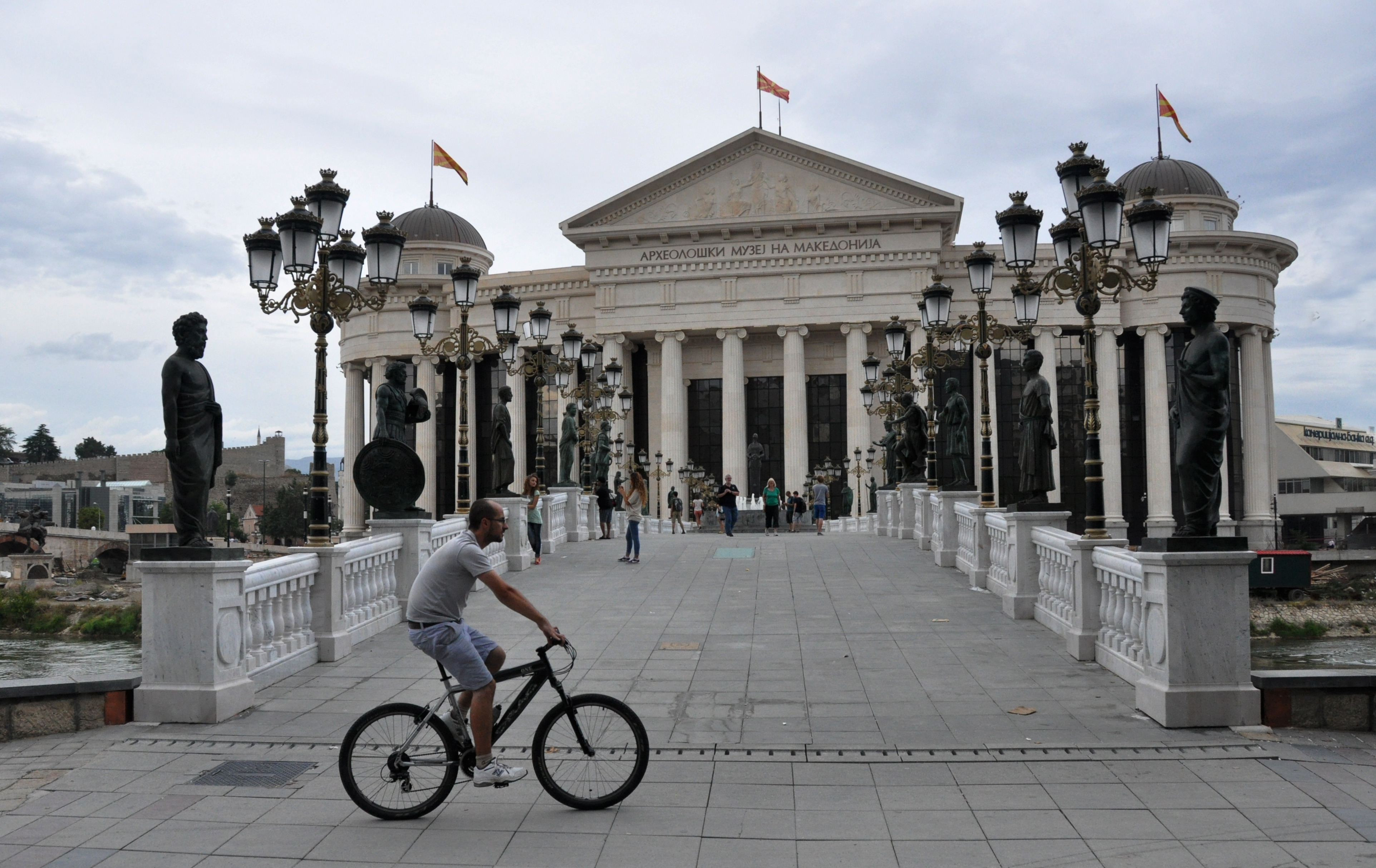
Мост Цивилизаций и Археологический музей
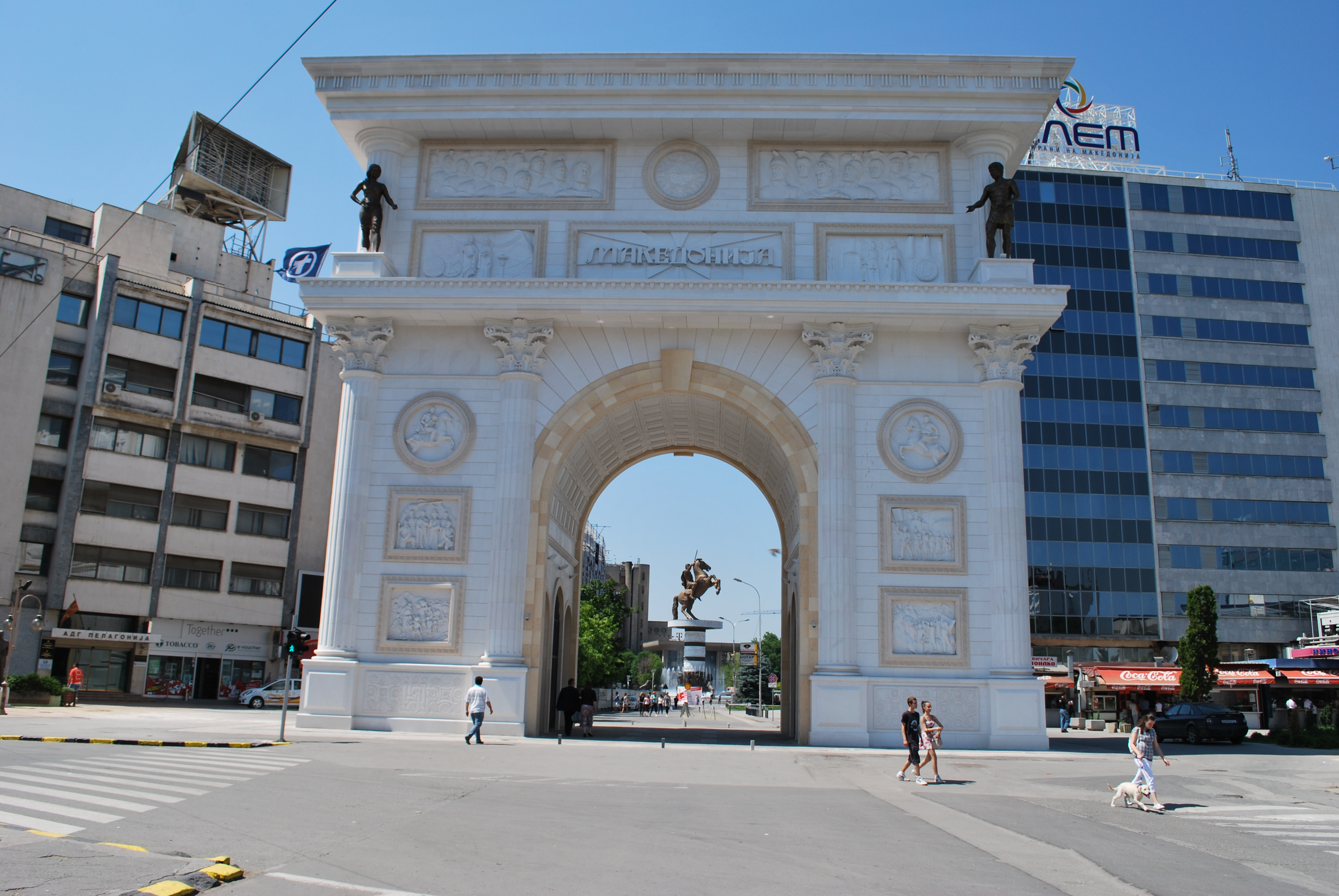
Триумфальная арка «Македония»
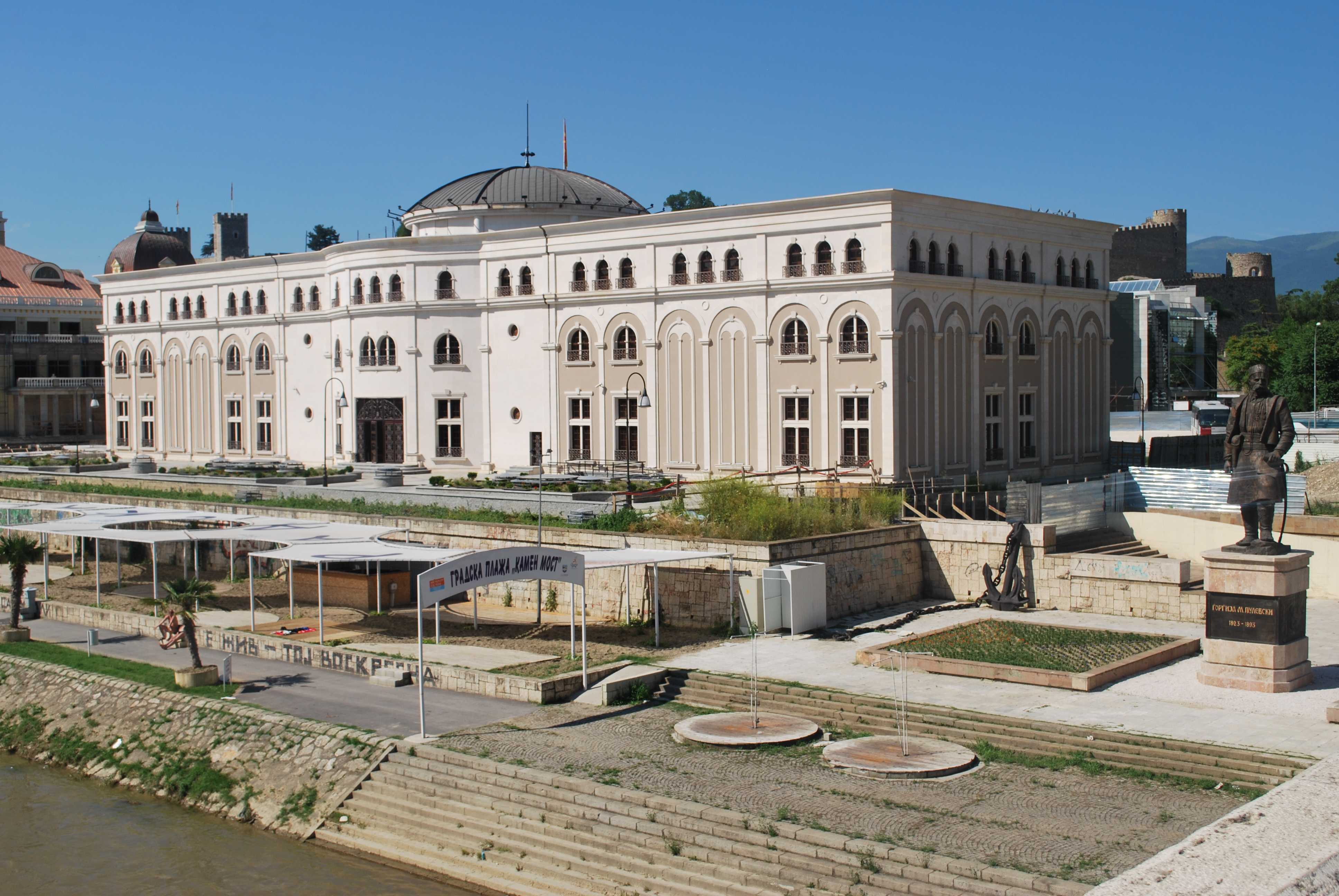
Музей борьбы за Македонию
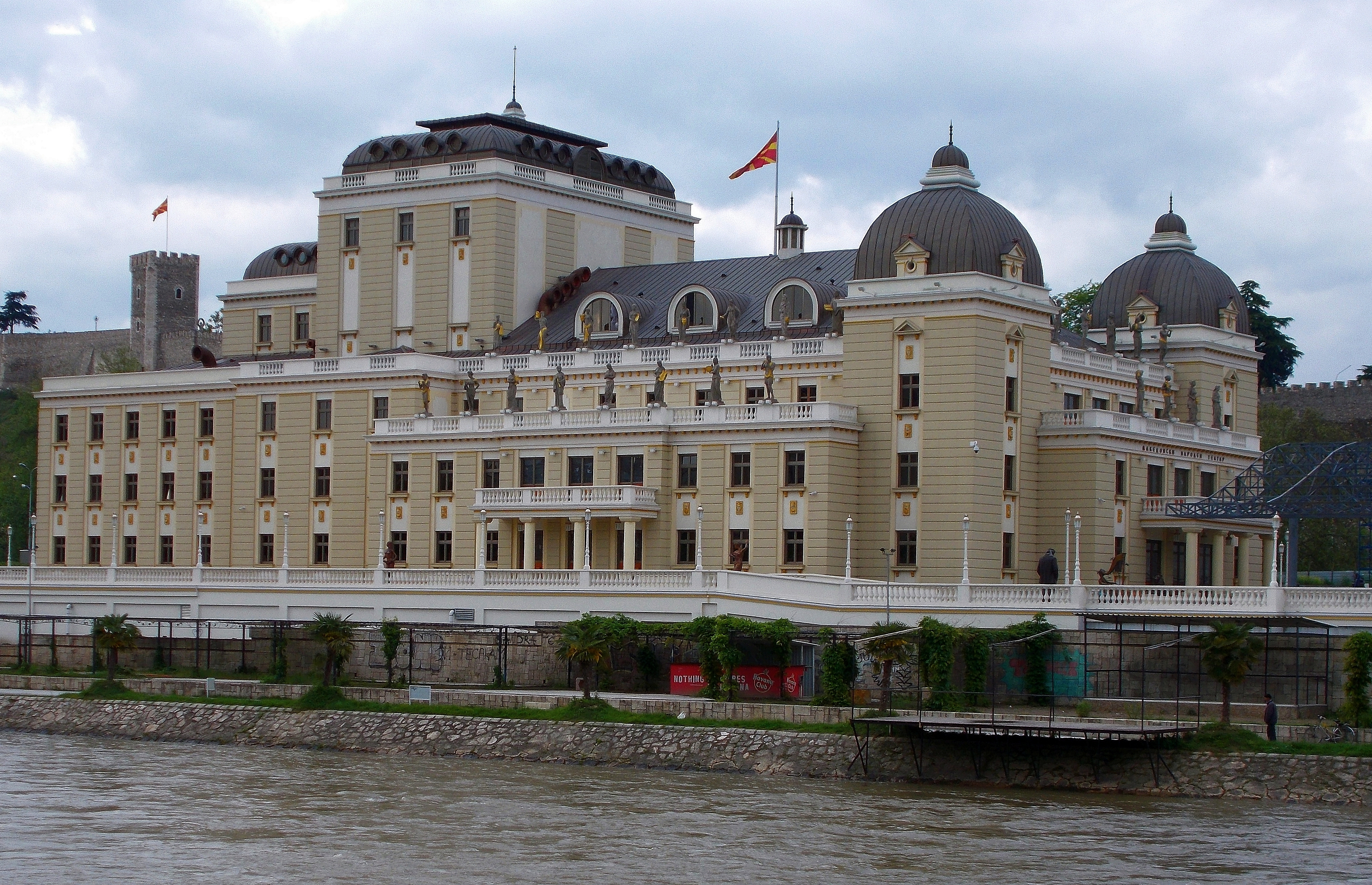
Национальный театр
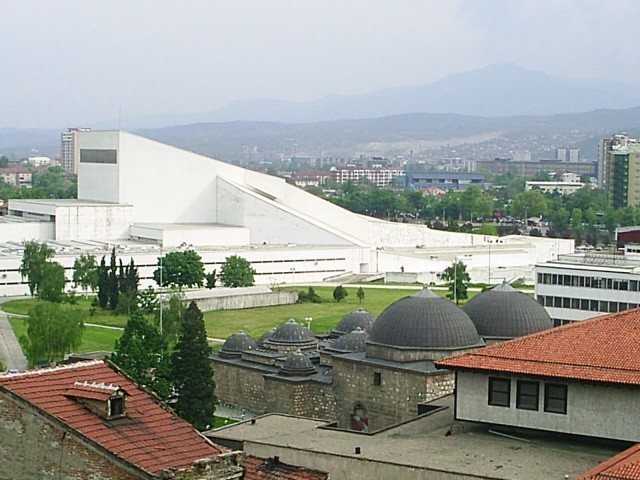
Национальная опера и балет
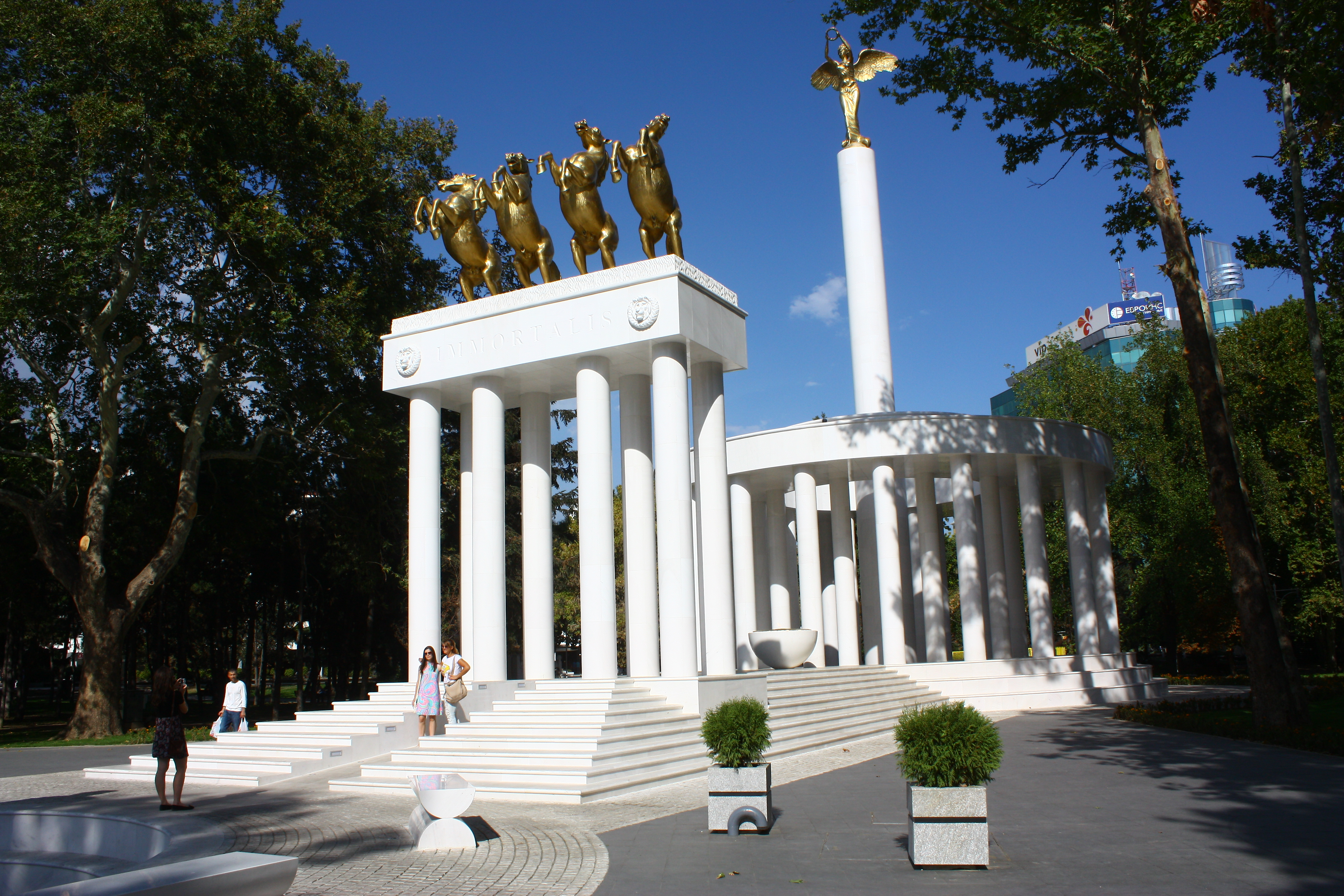
Монумент и парк героев Македонии
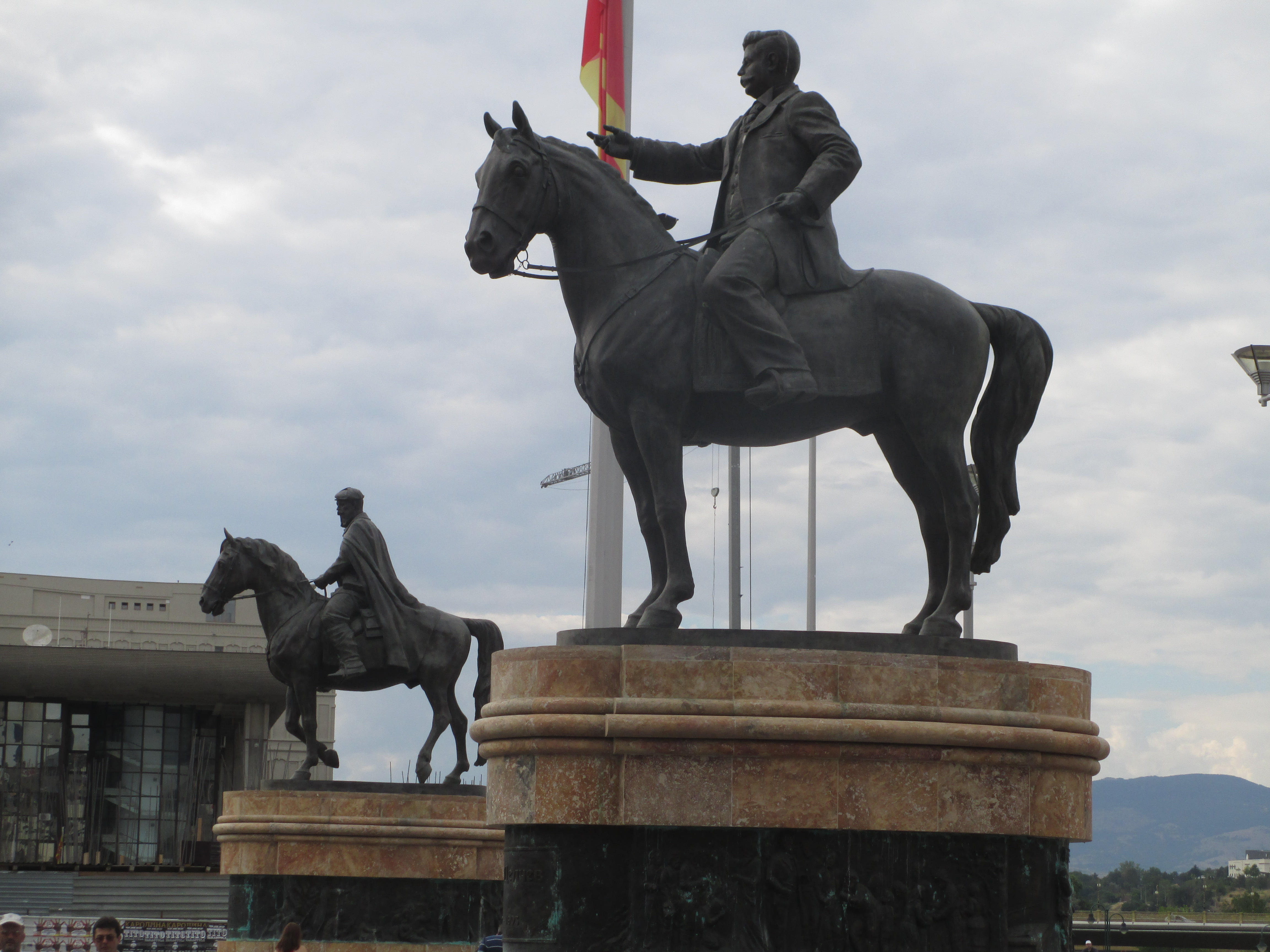
Памятники Гоце Делчеву и Даме Груеву перед Каменным мостом
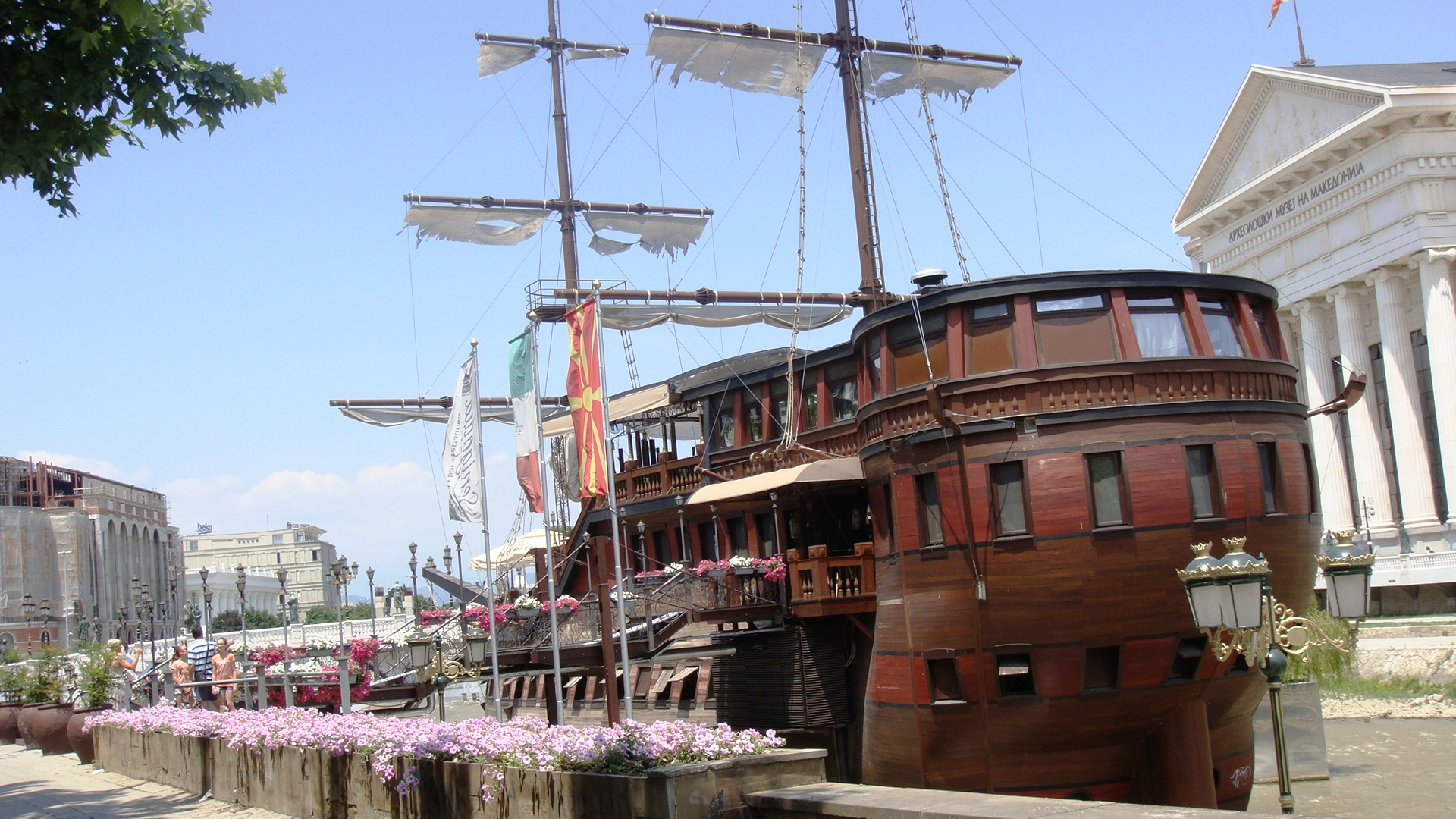
Один из ресторанов-кораблей в реке Вардар
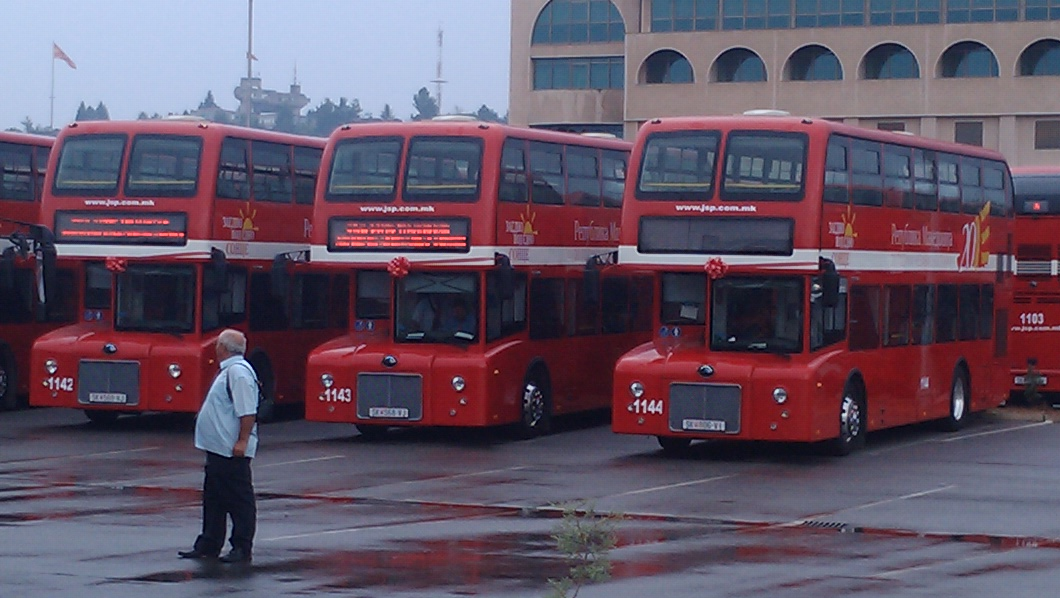
Двухэтажные маршрутные автобусы